# 迴迴奇譚
《廻廻奇譚》（日语：／ kaikaikitan）是日本創作型歌手Eve的第4張主流單曲，於2020年10月3日在各大平台上線。該單曲也是於2020年10月開播的電視動畫《咒術迴戰》第一首片頭曲。